# André Carvalho
André Rodrigues Carvalho (Vila Nova de Famalicão, 31 ottobre 1997) è un ciclista su strada portoghese, che corre per il team Efapel.

## Palmarès

### Strada
- 2014 (Juniores, una vittoria)

Campionati portoghesi, prova in linea Junior
- 2015 (Juniores, una vittoria)

Campionati portoghesi, prova in linea Junior

## Piazzamenti

### Grandi giri
- Vuelta a España

2023: 134°

### Classiche monumento
- Giro delle Fiandre

2021: 110°
2023: ritirato
- Parigi-Roubaix

2021: ritirato
2023: 94º

### Competizioni mondiali
- Campionati del mondo

Ponferrada 2014 - In linea Junior: ritirato
Richmond 2015 - In linea Junior: 33º
Bergen 2017 - In linea Under-23: 96º
Innsbruck 2018 - In linea Under-23: 50º
Yorkshire 2019 - Cronometro Under-23: 42º
Yorkshire 2019 - In linea Under-23: 30º
Fiandre 2021 - In linea Elite: ritirato
Glasgow 2023 - In linea Elite: ritirato

### Competizioni europee
- Campionati europei

Nyon 2014 - In linea Junior: 34º
Tartu 2015 - In linea Junior: 21º
Plumelec 2016 - In linea Under-23: 40º
Herning 2017 - In linea Under-23: 135º
Zlín 2018 - In linea Under-23: 15º
Alkmaar 2019 - Cronometro Under-23: 39º
Alkmaar 2019 - In linea Under-23: 16º
Drenthe 2023 - In linea Elite: 57º